# 茨木市立中津小学校
茨木市立中津小学校（いばらきしりつなかつしょうがっこう）は、大阪府茨木市にある公立小学校。

## 歴史
- 1969年4月：茨木市立中津小学校として、1〜3年生のみで開校。2・3年生を茨木市立茨木小学校、茨木市立玉島小学校、茨木市立大池小学校から移籍。
- 1971年7月：プール完成。
- 1973年4月：体育館完成。

## 通学区域
- 茨木市 中津町、双葉町、末広町、中村町、寺田町、桑田町、五十鈴町

卒業生は基本的に、茨木市立東中学校（中津町、双葉町、末広町、中村町、寺田町）、茨木市立平田中学校（桑田町、五十鈴町）の2校に分かれて進学する。

## 交通アクセス
- 阪急電鉄京都線茨木市駅下車 徒歩約10分